# Karl Friedrich Senf
Karl Friedrich Senf (auch: Carl Friedrich Senff; * 26. Juli 1739 in Merseburg; † 19. Januar 1814 in Halle (Saale)) war ein evangelischer Theologe und Kirchenlieddichter in Sachsen.

## Leben
Der Sohn des kurfürstlich sächsischen Bereiters Friedrich Senf und dessen Frau Wilhelmine Sophia (geb. Weise) hatte ab dem 13. März 1753 die Landesschule Pforta besucht, wo er sich mit den älteren Sprachen beschäftigte, weil er ein Studium der Theologie in Angriff nehmen wollte. Danach bezog er die Universität Leipzig und widmete sich theologischen und philosophischen Studien. Nach Beendigung seiner akademischen Laufbahn war er 1763 Substitut des Pfarrers zu Kreypau und übernahm im Folgejahr die Pfarrei daselbst.
1772 wechselte er als Pfarrer nach Spergau, wurde 1774 Oberpfarrer an der St. Moritzkirche in Halle (Saale) und 1786 Inspektor der Kirchen und Schulen des Saalkreises der zweiten Diözese, für deren verbesserte Einrichtung er unermüdlich wirkte. 1788 wurde er zum Königlich Preußischen Konsistorialrat ernannt und erhielt 1808 den akademischen Grad eines Doktors der Theologie an der Universität Halle.
Karl Friedrich Senf starb am 19. Januar 1814, im Alter von 74 Jahren, in Halle. Er wurde am 21. Januar 1814 auf dem halleschen Stadtgottesacker bestattet, sein Grab befindet sich im Gruftbogen Nr. 11.

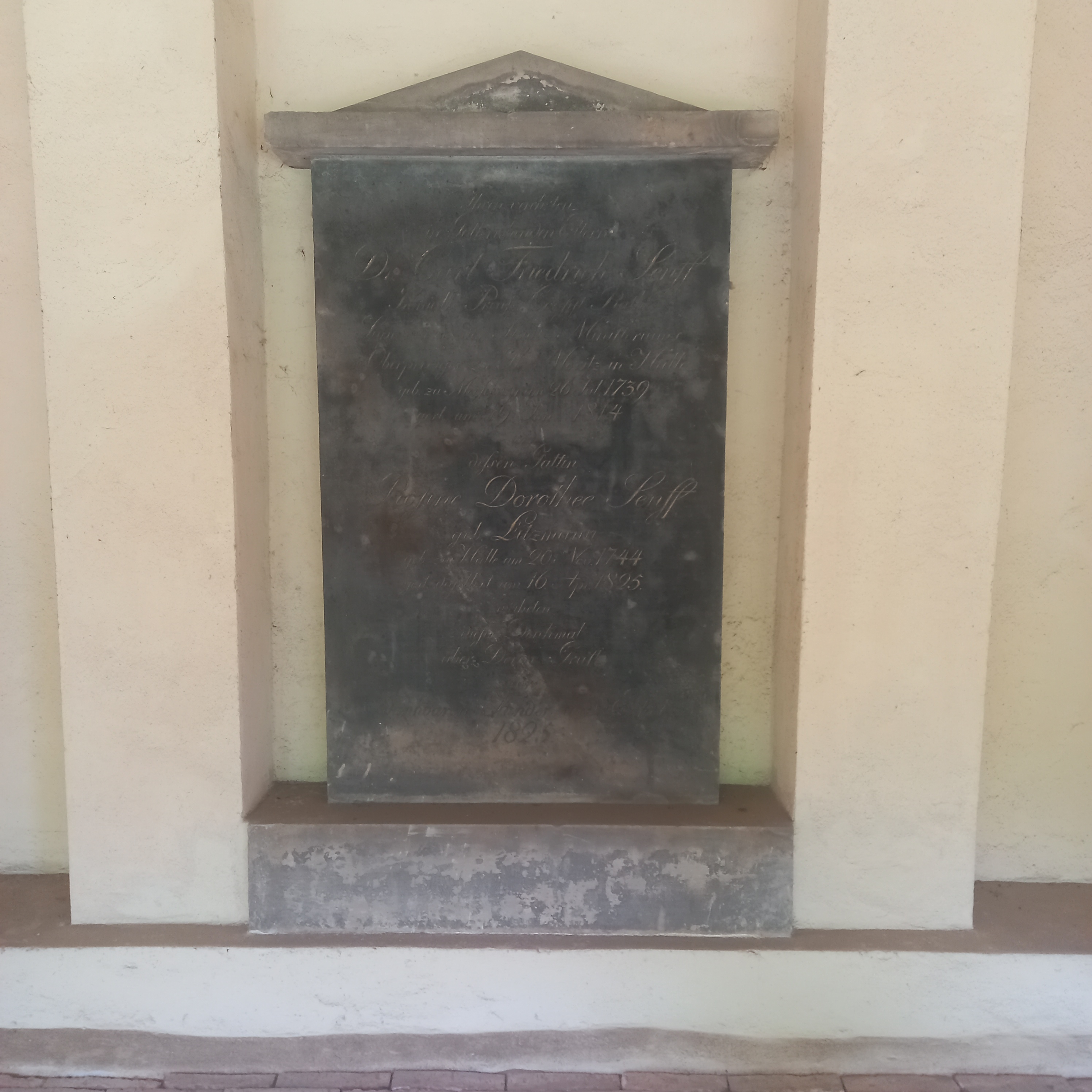
Das Grab von Karl Friedrich Senf auf dem Stadtgottesacker in Halle

## Wirken
Senf hinterließ den Ruhm eines vielseitig gebildeten Gelehrten und eines durch mehrere homiletische Arbeiten bekannten Schriftstellers, der den theologischen Rationalismus vertrat. Am bekanntesten war dem literarischen Publikum seine in den Jahren 1794–1795 herausgegebene christliche Anthologie, die 1802 eine neue Auflage erlebte. Dies Werk war in dem populären Ton geschrieben, der seinen Predigten ohne Ausnahme zu nicht geringer Empfehlung gereichte. Er war mit Recht geschätzt und beliebt als Kanzelredner, besonders durch die moralische Wärme, welche seine religiösen Vorträge belebte. Dass es ihm nicht an poetischem Talent fehlte, zeigten die geistlichen Lieder, welche er für das neue Hallische Gesangbuch (1790) dichtete. Diese Lieder wurden, durch mehrere bisher ungedruckte vermehrt, 1814 aus seinem literarischen Nachlasse herausgegeben. Zudem hat Senf einige Beiträge in den wissenschaftlichen Journalen seiner Zeit hinterlassen.

## Familie
Aus seiner am 19. Juni 1764 in Schlettau geschlossenen Ehe mit Rosine Dorothea, die Tochter des Diakons an der Marktkirche Unser Lieben Frauen in Halle Mathias Laurentius Litzmann und dessen Frau Catharina Justina (geb. Cuno) gingen acht Söhne und fünf Töchter hervor:
- Karoline Friederike Senf (* 30. Mai 1765 in Kreypau; ⚭ 24. Mai 1790 Ernst Christoph Friedrich Knorre; † 29. Juli 1891 in Dorpat)
- Karoline Christiane Senf (* 21. August 1766 in Kreypau; ⚭ 4. Mai 1786 Carl Christian Ziegler; † 31. Januar 1821)
- Karl Wilhelm Senf (* 24. Oktober 1767; † 18. August 1850 in Ostrau) Pfarrer in Teicha
- Karoline Dorothea Senf (* 25. Dezember 1768 in Kreypau; 19. Juli 1781 in Halle (Saale))
- Karl August Senff (* 12. März 1770 in Kreypau; † 14. Januar 1838 in Dorpat) Kunstprofessor an der Universität Dorpat
- Karolina Henriette Sophie (* 18. August 1771 in Kreypau; ⚭ 6. November 1793 Ernst Christoph Friedrich Knorre; † 13. Februar 1850 in Pernau)
- Karl Gottlob Senf (* 11. Juni 1773 in Spergau); † 11. Dezember 1774 in Halle (Saale)
- Karl Gotthilf Senf (* 3. September 1774 in Halle (Saale); † 6. September 1805 in Oppin) Adjunkt in Oppin
- Karl Friedrich Senf (* 26. März 1776 in Halle (Saale); † 12. April 1816 in Halle (Saale)) Anatom und Professor für Medizin an der Universität Halle
- Karl Samuel Senff (* 19. Oktober 1777 in Halle (Saale); † 24. Dezember 1778 in Halle (Saale))
- Karl Theodor Senff (* 15. März 1781 in Halle (Saale); † 11. August 1866 in Morl) Oberbergrat in Kolberg
- Karoline Eleonore Senff (* 1782 in Halle (Saale); ⚭ 23. April 1805 Johann Friedrich August Krug; † 15. März 1843 in Dresden)
- Carl Adolf Senff (* 17. März 1785 in Halle (Saale); † 21. März 1863 in Ostrau) studierte Theologie, bis 1809 Lehrer der Bürgerschule, 1810 Akademie der Malerei in Dresden, war qualitätsvoller Blumen-, Früchte- und Porträtmaler des Biedermeier, Professor in Rom

## Werke
- Unterricht für Herz und Verstand, dem gemeinen Manne auf dem Lande zu gute aufgesetzt. Halle 1768
- Abrisse der Vormittagepredigten über die Sonn- und Festtags-Evangelien (Episteln) in der Kirche zu St. Moritz auf das Kirchenjahr 1774 usw., Halle 1774–78
- Das Erziehungsgeschäft von der angenehmen Seite beleuchtet. Halle 1777, 1779
- Unselige Folgen leichtsinnig getrennter Ehen, über das sechste Gebot vorgestellt. Halle 1777
- Gegen die Gebetshinderungen. Halle 1778 (eine Predigt)
- Gedächtnißpredigt auf die verwitwete Prinzessin von Preußen. Halle 1780
- Armenpredigt. Halle 1780
- Summarischer Abriß von den wichtigsten Pflichten der Schulhalter in deutschen Schulen. Halle 1784
- Predigt bei der Einweihung der neuerbauten Orgel in der St. Moritzkirche zu Halle. Halle 1785
- Abrisse der Vormittagspredigten an den Sonn- und Festtagen. Halle 1787
- Sieben Predigten, über Röm. 3, 23 - 31, an den Sonntagen vor Ostern 1789 gehalten, nebst der darauf folgenden Charfteitagspredigt. Halle 1789
- Versuch über die Herablassung Gottes in der christlichen Religien zu der Schwachheit der Menschen. Leipzig 1792
- Populäre christliche Anthropologie in Predigten ausgeführt und durchgehends mit passenden Liedern begleitet. Halle 1794–1795. 2 Teile. (Der 1. und 2 Teil auch unter dem Titel: Predigten über die Kräfte der menschlichen Seele, durchgehende mit passenden Liedern begleitet); Halle 1802. 2 Teile
- Bemerkungen über des Herrn Hofrats und Professors Rönnberg Abhandlung über symbolische Bücher, in Bezug auf’s Staatsrecht. Leipzig 1790
- Ueber die Beförderung der Religiosität und Moralität durch gelehrte Schulen. Halle 1801
- Predigten beim Wechsel des 18ten und 19ten Jahrhunderts gehalten. Halle 1802
- Predigt an dem am 7. November 1813 gefeierten Siegsdankfeste gehalten. Halle 1813
- Geistliche Lieder, gesammelt von K. Chr. Fulda. Halle 1814